# Lega bengalese 2010-2011
La Lega bengalese 2010-2011 è stata la nona edizione del campionato di calcio del Bangladesh, la seconda come Lega bengalese. Cominciata il 27 dicembre, è terminata il 27 giugno.

## Squadre partecipanti
| Club                        | Città      |
| --------------------------- | ---------- |
| Abahani Limited             | Dacca      |
| Mohammedan Sporting Club    | Dacca      |
| Sheikh Russel KC            | Dacca      |
| Brothers Union              | Dacca      |
| Mohammedan Sporting Club    | Chittagong |
| Farashganj SC               | Dacca      |
| Rahmatganj MFS              | Dacca      |
| Abahani Limited             | Chittagong |
| Arambagh KS                 | Dacca      |
| Muktijoddha Sangsad KC      | Dacca      |
| Sheikh Jamal Dhanmondi Club | Dhanmondi  |
| Feni Sokar Club             | Feni       |

## Classifica finale
|  |     | Classifica finale 2010-2011 | Pti | G  | V  | N | P  | GF | GS | DR  |
|  | --- | --------------------------- | --- | -- | -- | - | -- | -- | -- | --- |
|  | 1.  | Sheikh Jamal                | 51  | 22 | 15 | 6 | 1  | 42 | 12 | +30 |
|  | 2.  | Moktijoddha Dhaka           | 50  | 22 | 15 | 5 | 12 | 52 | 15 | +37 |
|  | 3.  | Sheikh Russel               | 44  | 22 | 13 | 5 | 4  | 35 | 16 | +19 |
|  | 4.  | Abahani Ltd. Dacca          | 44  | 22 | 13 | 5 | 4  | 30 | 15 | +15 |
|  | 5.  | Brothers Union              | 30  | 22 | 8  | 6 | 8  | 31 | 30 | +1  |
|  | 6.  | Mohammedan                  | 30  | 22 | 8  | 6 | 8  | 30 | 30 | 0   |
|  | 7.  | Arambagh                    | 27  | 22 | 7  | 6 | 9  | 26 | 27 | -1  |
|  | 8.  | Rahmatganj                  | 24  | 22 | 7  | 3 | 12 | 29 | 48 | -19 |
|  | 9.  | Feni                        | 21  | 22 | 4  | 9 | 9  | 22 | 30 | -8  |
|  | 10. | Farashganj                  | 19  | 22 | 4  | 7 | 11 | 17 | 32 | -15 |
|  | 11. | Mohammedan                  | 17  | 22 | 4  | 5 | 13 | 18 | 41 | -23 |
|  | 12. | Chittagong Abahani          | 5   | 22 | 0  | 5 | 17 | 9  | 45 | -36 |

### Verdetti
- Sheikh Jamal campione del Bangladesh 2010-2011 e qualificato in Coppa del Presidente dell'AFC 2012.
- Mohammedan e  Chittagong Abahani retrocesse in Seconda Divisione bengalese 2011-2012.